# Mødet
|  | Denne artikel er oprettet af botten Steenthbot ud fra en ekstern database. Den kan derfor have sproglige fejl eller mangler. Denne skabelon kan fjernes efter kontrol af indholdet. |

Mødet er en dansk kortfilm fra 2014 instrueret af Jonas Kyed efter eget manuskript.

## Handling
En pige og en dreng mødes til en fest, hvor de derefter har sex sammen, men derefter ser vi det fra deres kønsdeles perspektiv.